# Landesregierung und Stadtsenat Jonas III
Landesregierung und Stadtsenat Jonas III war die Bezeichnung für die Wiener Landesregierung und den Wiener Stadtsenat unter Bürgermeister und Landeshauptmann Franz Jonas zwischen 1959 und 1964. Die Landesregierung Jonas III amtierte von der Angelobung der Regierung am 11. Dezember 1959 bis zur Neuwahl der Landesregierung Jonas IV am 11. bzw. 19. Dezember 1964. Die Landeshauptmann-Stellvertreter wurden am 15. Dezember 1959 durch die Wiener Landesregierung ohne Reihung bestimmt. Nach dem Tod von Johann Riemer (SPÖ) am 26. Dezember 1963 rückte Hans Bock am 17. Jänner 1964 als Amtsführender Stadtrat nach. Am 24. April 1964 legte zudem Karl Lakowitsch (ÖVP) sein Amt nieder. Ihm folgte als Amtsführender Stadtrat und neuer Landeshauptmann-Stellvertreter Heinrich Drimmel (ÖVP) nach.  Drimmel wurde am 24. April als Stadtrat angelobt und am 28. April von der Landesregierung zum Landeshauptmann-Stellvertreter gewählt. Zu einer letzten Änderung kam es nach dem Tod von Franz Bauer (ÖVP) am 6. Juni 1964. Sein Amt übernahm am 19. Juni 1964 Pius Michael Prutscher (ÖVP).

## Regierungsmitglieder
| Amt                                                                     | Name                   | Partei | Ressorts                                                                       |
| ----------------------------------------------------------------------- | ---------------------- | ------ | ------------------------------------------------------------------------------ |
| Landeshauptmann Bürgermeister                                           | Franz Jonas            | SPÖ    |                                                                                |
| Landeshauptmann-Stellvertreter Vizebürgermeister Amtsführender Stadtrat | Felix Slavik           | SPÖ    | Finanzwesen (Verwaltungsgruppe II)                                             |
| Landeshauptmann-Stellvertreter Amtsführender Stadtrat                   | Heinrich Drimmel       | ÖVP    | Baubehördliche und sonstige technische Angelegenheiten (Verwaltungsgruppe VII) |
| Vizebürgermeister Amtsführender Stadtrat                                | Johann Mandl           | SPÖ    | Kultur, Volksbildung und Schulverwaltung (Verwaltungsgruppe III)               |
| Amtsführender Stadtrat                                                  | Hans Bock              | SPÖ    | Personalangelegenheiten, Verwaltungs- und Betriebsreform (Verwaltungsgruppe I) |
| Amtsführender Stadtrat                                                  | Franz Glaserer         | SPÖ    | Wohnungs-, Siedlungs- und Kleingartenwesen (Verwaltungsgruppe IX)              |
| Amtsführender Stadtrat                                                  | Kurt Heller            | SPÖ    | Bauangelegenheiten (Verwaltungsgruppe VI)                                      |
| Amtsführende Stadtrat                                                   | Franz Koci             | SPÖ    | Öffentliche Einrichtungen (Verwaltungsgruppe VIII)                             |
| Amtsführende Stadträtin                                                 | Gertrude Sandner       | SPÖ    | Kultur, Volksbildung und Schulverwaltung (Verwaltungsgruppe III)               |
| Amtsführender Stadtrat                                                  | Rudolf Sigmund         | SPÖ    | Allgemeine Verwaltungsangelegenheiten (Verwaltungsgruppe XI)                   |
| Amtsführender Stadtrat                                                  | Otto Glück             | ÖVP    | Gesundheitswesen (Verwaltungsgruppe V)                                         |
| Amtsführender Stadtrat                                                  | Pius Michael Prutscher | ÖVP    | Wirtschaftsangelegenheiten (Verwaltungsgruppe X)                               |
| Amtsführender Stadtrat                                                  | Anton Schwaiger        | ÖVP    | Städtische Unternehmungen (Verwaltungsgruppe XII)                              |
| Vorzeitig ausgeschiedene Mitglieder der Landesregierung                 |                        |        |                                                                                |
| Landeshauptmann-Stellvertreter Amtsführender Stadtrat                   | Karl Lakowitsch        | ÖVP    | Baubehördliche und sonstige technische Angelegenheiten (Verwaltungsgruppe VII) |
| Amtsführender Stadtrat                                                  | Johann Riemer          | SPÖ    | Personalangelegenheiten, Verwaltungs- und Betriebsreform (Verwaltungsgruppe I) |
| Amtsführender Stadtrat                                                  | Franz Bauer            | ÖVP    | Wirtschaftsangelegenheiten (Verwaltungsgruppe X)                               |